# 奧古斯特·菲利普 (什勒斯維希-霍爾斯坦-森訥堡-貝克)
奧古斯特·菲利普（丹麥語：August Philip，1612年11月11日—1675年5月6日），什勒斯維希-霍爾斯坦-森訥堡-貝克公爵，歐登堡王朝成員。

## 家庭
1651年，奧古斯特·菲利普和拿騷-薩爾布魯根伯爵威廉·路德維希的女兒瑪麗·希比爾（Marie Sibylle）結婚，兩人共有5子3女：
1. 奧古斯特（1652年—1689年），什勒斯維希-霍爾斯坦-森訥堡-貝克公爵
2. 腓特烈·路德維希（1653年—1728年），什勒斯維希-霍爾斯坦-森訥堡-貝克公爵
3. 多蘿西亞·艾瑪莉亞（1656年—1739年）
4. 索菲·艾蕾諾爾（德语：Sophie Eleonore von Schleswig-Holstein-Sonderburg-Beck）（1658年—1744年）
5. 路易絲·克拉拉（1662年—1729年）
6. 馬克西米利安·威廉（1664年—1692年）
7. 安東·金特（1666年—1744年）
8. 恩斯特·卡西米爾（1668年—1695年）